# كلية الدراسات الآسيوية العليا (جامعة الزقازيق)
كلية الدراسات الآسيوية العليا، هو أحد المعاهد و الكليات التابعة لجامعة الزقازيق، يتولى منصب العميد لهذا المعهد الدكتور أحمد محمد نادي.
الرؤية
يتطلع المعهد أن يكون معهداَ متميزاَ على المستويين المحلى والدولى في مجالات الدراسات العليا والبحوث المتعلقة بدول القارة الاسيوية، وبيتا للخبرة والمشورة للدراسات الأسيوية في مختلف المجالات السياسية والاقتصادية والقانونية والتاريخية والقيادية والدينية، والاجتماعية، والموراد الطبيعية، وأن يكون مركزاً متخصصاً لدراسة اللغات الأسيوية، وإعداد الخبرات العملية المتخصصة في مختلف الشئون الأسيوية.
الرسالة
يهتم المعهد بالدراسات والبحوث التي تتناول الأبعاد السياسية والاقتصادية والقانونية والاجتماعية والتاريخية والحضارية واللغوية والموارد الطبيعية، ونشر البحوث وتبادل الزيارات العلمية والدوريات والنشرات في مختلف دول القارة الأسيوية من خلال عقد الندوات والمؤتمرات العلمية المعنية بالدراسات الأسيوية وإعداد الكفاءات والخبرات العلمية المتخصصة في الشئون الأسيوية لمختلف أجهزة الدولة وسوق العمل وتقديم الاقتراحات والتوصيات اللازمة لمتخذى القرار.
الأهداف

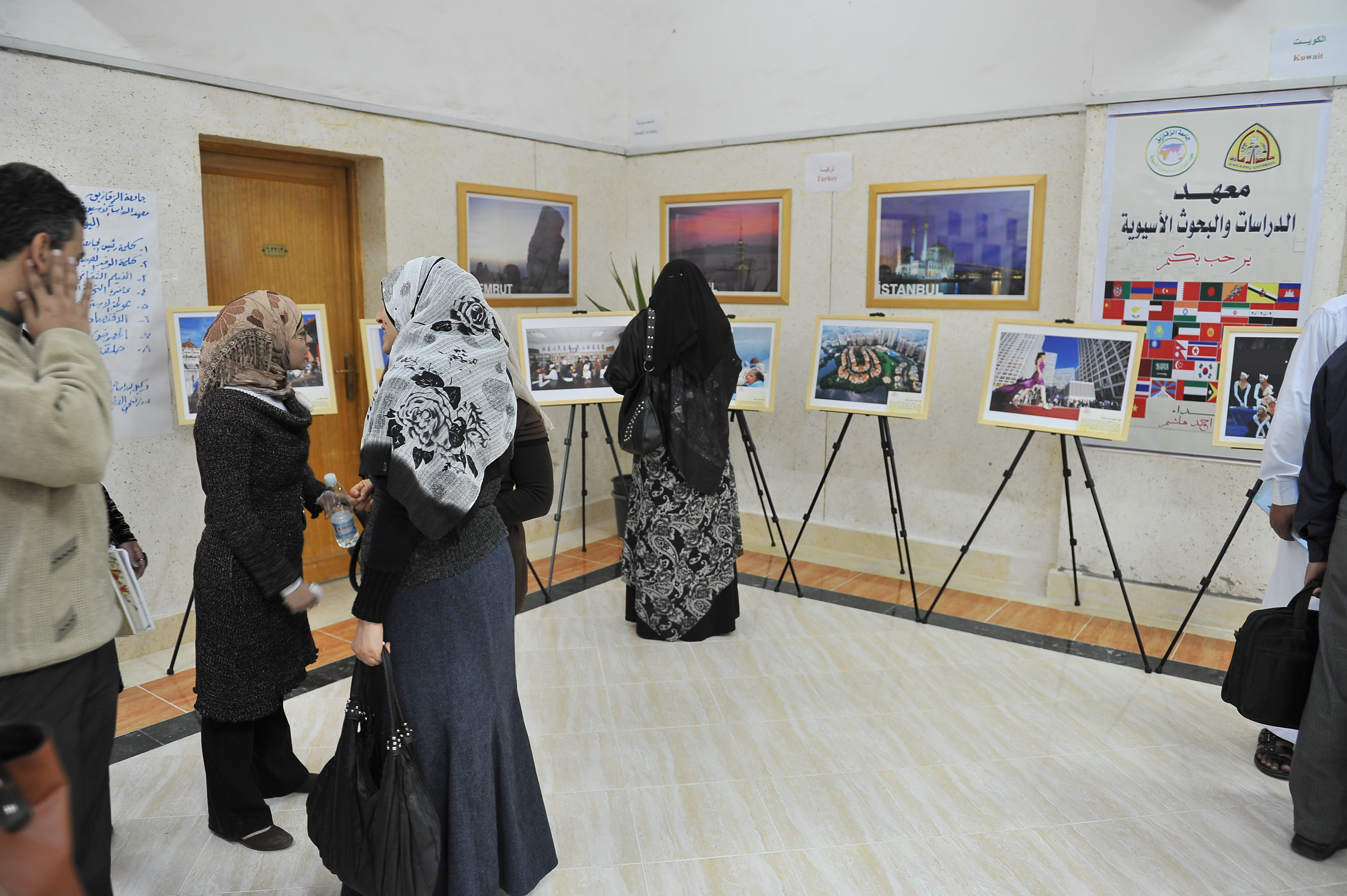
معرض المعهد

1. النهوض بالدراسات الأسيوية والتوسع في بحوثها والعمل على نشرها.
2. الإسهام في إثراء المعرفة العلمية بمختلف القضايا الأسيوية السياسية والاقتصادية والاجتماعية والدينية والحضارية واللغوية.
3. تنظيم المؤتمرات والندوات والمحاضرات العلمية في مجال الدراسات الأسيوية.
4. إعداد الكوادر والخبرات العلمية المتخصصة في الشئون الآسيوية، وتشجيع التبادل العلمى والثقافى مع المؤسسات والمراكز العلمية المتخصصة بالدراسات والبحوث الأسيوية داخلياً وخارجياً.
5. دراسة وتحليل مختلف القضايا والتحديات والمشكلات السياسية والاستراتيجية والثقافية على أسس منهجية وعلمية وكذلك مختلف الأزمات والحروب وموضوعات التعاون والصراع في القارة الأسيوية.
6. دعم العلاقات المصرية – الأسيوية، والعربية - الأسيوية لتأكيد دور القارة الأسيوية على مسرح الأحداث العالمية.

أقسام المعهد
1. دراسات وبحوث الحضارات
2. دراسات وبحوث الديانات
3. دراسات وبحوث العلوم الاجتماعية
4. دراسات وبحوث اللغات وأدابها
5. دراسات وبحوث الموارد الطبيعية
6. دراسات وبحوث العلوم السياسية والاقتصادية

الدرجات العلمية
يمنح المعهد درجتى الماجستير و الدكتوراه في الدراسات الأسيوية
مركز الدراسات الإسرائيلية
يضم المعهد مركزاً متخصصاً في الدراسات الإسرائيلية و الذي يقوم بعمل جميع الدراسات الخاصة بإسرائيل و يتبادل الخبرات مع الدول الأسيوية الأخرى ذات الاهتمام المشترك بالشأن الإسرائيلي و الفلسطيني.